# المركز الإسلامي في أنوفيا (نيجيريا)
المركز الإسلامي في أنوفيا بنيجيريا، (بالإنجليزية: Islamic Center in Onovia Nigeria)‏، بولاية إٍبَوْيِي. بدأ المركز بمشروع الحضانة والمرحلة الابتدائية، ثمّ تطوّر إلى المرحلة الثّانوية، وكانت الدّراسة فيه باللّغتين العربية والإنجليزية، وبهذا بدأ الإسلام ينتشر في شرق نيجيريا عن طريق هذا المركز انتشاراً كبيراً[54]، حينما تخرّج منه مئات من الشّباب المسلمين، ومنهم من واصلوا دراساتهم الجامعية في داخل نيجيريا ومنهم من واصلها في أرض الحرمين الشّريفين مثل الجامعة الإسلامية بالمدينة المنوّرة. ويحتوي على معهد يعد الملجأ الوحيد للراغبين في دراسة اللغة العربية والعلوم الإسلامية مع العلوم العصرية في نيجيريا 

## معهد المركز
أنشأت رابطة العالم الإسلامي في نيجيريا معهد المركز الإسلامي في أنوفيا، حيث يمثل المعهد الملجأ الوحيد للراغبين في دراسة اللغة العربية والعلوم الإسلامية مع العلوم العصرية في نيجيريا ومستوى الدراسة بالمعهد ابتدائي ومتوسط وثانوي، ويستوعب المعهد أكثر من 800 طالب. وتُدرس فيه جميع المراحل للمناهج الحكومية، بالإضافة إلى مناهج خاصة في العلوم العربية والشرعية يمنح بعدها الدارس شهادة حكومية معترفًا بها في جميع المراحل الدراسية 
يذكر أن فكرة إنشاء المعهد بدأت من مؤتمر رسالة المسجد الذي عقد في مقر رابطة العالم الإسلامي بمكة المكرمة عام 1395 هـ الذي أكد على ضرورة الاهتمام بالأئمة والدعاة في العالم الإسلامي وإقامة دورات تدريبية لهم وإنشاء معاهد متخصصة لرفع مستواهم العلمي والثقافي. وكان من توصيات المؤتمر المذكور توصية بإنشاء معهد إسلامي في مكة المكرمة يتبع الرابطة، ويهدف إلى تخريج الأئمة والخطباء من أبناء المسلمين في جميع الدول والأقليات الإسلامية. وأوصى مؤتمر شؤون الأوقاف المنعقد في مكة المكرمة في ربيع الآخر عام 1399 هـ بإنشاء معاهد متخصصة في تخريج الأئمة والدعاة وتوصية المجلس التأسيسي للرابطة في دورته الحادية والعشرين عام 1399 هـ التي نصت على ضرورة إقامة معهد خاص لتخريج الأئمة والخطباء والدعاة وبناء على ذلك أنشئ المركز الدائم لتدريب الأئمة والخطباء والدعاة في مكة المكرمة عام 1403 هـ، ثم طور المركز إلى معهد إعداد الأئمة والدعاة حاليا. ويشترط معهد إعداد الأئمة والدعاة للدراسة فيه أن يكون الطالب حسن السيرة والسلوك، وأن يكون لائقاً طبياً، وأن يجيد اللغة العربية تحدثاً وكتابة، وأن يقدم تزكية من منظمة إسلامية أو شخصية دعوية معروفة لدى الرابطة، وأن يتعهد بالتفرغ للدراسة.

## أنشطة وخدمات
للمركز الإسلامي في أنوفيا بنيجيريا عدة انشطة منها:
1. إعداد مواقيت الصلاة وإعلانها وتوزيعها وتوزيع المصحف الشريف.
2. دروس دينية يومية وإسبوعية ورمضانية.
3. عقود الزواج والطلاق وإشهار الإسلام.
4. الإشراف على الأحوال الشخصية للمسلمين وكذلك المقبرة الإسلامية.
5. مدرسة تعليم اللغة العربية.
6. مكتبة إسلامية متنوعة.
7. دروس للتعريف بالإسلام.